# Tetrathemis polleni
Tetrathemis polleni é uma espécie de libelinha da família Libellulidae.
Pode ser encontrada nos seguintes países: Angola, República do Congo, República Democrática do Congo, Costa do Marfim, Gana, Quénia, Madagáscar, Malawi, Moçambique, Nigéria, Somália, África do Sul, Tanzânia, Uganda, Zâmbia, Zimbabwe e possivelmente em Burundi.
Os seus habitats naturais são: florestas subtropicais ou tropicais húmidas de baixa altitude, matagal árido tropical ou subtropical, matagal húmido tropical ou subtropical, rios, rios intermitentes, áreas húmidas dominadas por vegetação arbustiva, pântanos, lagos de água doce, lagos intermitentes de água doce, marismas de água doce e marismas intermitentes de água doce.